# Pinheiro Novo
Pinheiro Novo is een plaats (freguesia) in de Portugese gemeente Vinhais en telt 127 inwoners (2001).